# Frank Parsons (reformador social)
Frank Parsons (14 de noviembre de 1854 - 26 de septiembre de 1908) fue un profesor, reformador social e intelectual estadounidense. A pesar de que estudió y se graduó como ingeniero en la Universidad Cornell, aprobó el examen estatal de abogacía de Massachusetts y se convirtió en abogado en 1881. Fue profesor en la Facultad de Derecho de la Universidad de Boston durante más de una década y enseñó en el Colegio de Agricultura del Estado de Kansas por un par de años. Como prominente comentarista social de la Era Progresista, es autor de una docena de libros y más de 125 artículos de revistas y diarios sobre una gran variedad de temas de reforma (reforma monetaria, regulación de los monopolios, propiedad municipal, establecimiento de la democracia directa y otros asuntos). Asimismo, Parsons es ampliamente reconocido como el padre del movimiento de orientación vocacional.

## Biografía

### Primeros años
Frank Parsons nació el 14 de noviembre de 1854 en Mount Holly, Nueva Jersey, en el seno de una familia anglosajona con presencia en suelo estadounidense rastreable hasta la época de la Revolución Americana. Era una familia muy proclive a la intelectualidad, con varios médicos, abogados y maestros presentes en el árbol genealógico, especialmente en el lado materno.
Habiendo demostrado un talento intelectual desde una temprana edad, Frank se matriculó en la Universidad de Cornell a la edad de 15 años y se graduó después de solo tres años con una licenciatura en ingeniería civil.

### Carrera profesional
Después de graduarse, Parsons consiguió trabajo como ingeniero civil para una empresa ferrocarrilera en el oeste de Massachusetts; pero perdió su empleo cuando la firma quebró durante la Crisis Económica de 1873 (también simplemente llamada el Pánico de 1873).
Luego de breves períodos empleándose como obrero y maestro de escuela pública, decidió dedicarse a la profesión legal, preparándose para el examen de la barra de Massachusetts durante un año antes de tomar y aprobar el examen en 1881.
Desafortunadamente, Parsons experimentó problemas de salud justo después de pasar el examen de la barra de abogados y tuvo que mudarse al Territorio de Nuevo México para recuperarse, donde permanecería durante los siguientes tres años. Allí practicó la abogacía por un tiempo pero pronto la dejó. En cambio, consiguió emplearse como escritor de libros de texto de Derecho en la firma de publicidad Little, Brown and Company. Durante su estadía en dicha compañía publicó numerosos volúmenes de texto.
Con las publicaciones de libros de texto llegó el reconocimiento académico y, en 1892, se incorporó a la plantilla docente  de la Facultad de Derecho de la Universidad de Boston. Permanecería en ese puesto durante la mayor parte del resto de su vida, y solamente se iría en 1905 para perseguir intereses de investigación.
El puesto de Parson en la Universidad de Boston sólo ocupaba parte del año académico, lo que le dejaba libre para trabajar en otros proyectos y en otras capacidades durante gran parte del año. En 1897, se unió al personal académico del Colegio de Agricultura de la Universidad Estatal de Kansas, todo esto en medio del despertar de una reciente victoria electoral populista en ese estado y el advenimiento de una nueva administración liberal en esa escuela.

### Reformador Social
Parsons comenzó a interesarse en las ideas de la racionalización económica durante el inicio de la llamada Era Progresista de la década de 1890. Fue una época de gran disparidad entre los plutócratas ricos (que a menudo ejercían un poder monopólico sobre la economía a través de asociaciones organizadas llamadas trusts), y una clase trabajadora frecuentemente empobrecida, atormentada por depresiones económicas periódicas como la de 1873.
A partir de entonces, se vería inmerso en el estudio sistemático de muchos de los temas propugnados por los periodistas de investigación e intelectuales del momento. Durante ese tiempo publicó varios libros, incluyendo tomos sobre la reforma monetaria (Rational Money, 1898), la disfunción del mercado en la industria de las comunicaciones (The Telegraph Monopoly, 1899), la propiedad pública de las industrias monopólicas (The City for the People, 1899), la sustitución de la democracia para la oligarquía (Legislación Directa, 1900), y los abusos de la industria ferroviaria (The Trusts, the Railroads, and the People, 1906).
En diciembre de 1895, Parsons se postuló para Alcalde de Boston, como candidato del Partido de Reforma Municipal, "una fusión de prohibicionistas, laboristas, populistas y socialistas". Finalizó en tercer lugar de entre tres candidatos con el 0.8% de los votos a favor.
Aunado al flujo constante de libros y folletos, escribió extensamente para la prensa periódica, contribuyendo con más de 125 artículos a la publicación mensual progresiva de BO Flower, The Arena y otras publicaciones. Para 1896 fue nombrado editor contribuyente para The American Fabian, revista mensual de corriente social demócrata.
Además de sus actividades de escritura, Parsons también emergió como un destacado orador público, sirviendo como conferenciante de la Liga Nacional de Legislación Directa, como jefe del departamento de conferencias de la Unión de Reforma Social y como presidente de la Liga Nacional para la Promoción de la Propiedad Pública. de Monopolio.
Parsons llegó a ser reconocido como un experto nacional en propiedad pública de los servicios públicos. Gracias a ello, en 1906 la Federación Cívica Nacional le encargó viajar a Gran Bretaña para estudiar la incidencia de la propiedad municipal y sus resultados en ese país.
Durante 1907, presentó una propuesta para una Oficina de Vocaciones que estaría abierta no solamente a los miembros de la Casa de Servicio Cívico, donde se ofreció como voluntario, sino a todos los que desearan venir en busca de ayuda con sus problemas de vida y trabajo.
También se desempeñó como decano de la división de extensión del Colegio Ruskin en Trenton, Missouri .

### Muerte y legado
Frank Parsons murió el 26 de septiembre de 1908 en Boston, Massachusetts, a los 53 años. Un servicio conmemorativo en su honor se llevó a cabo el 25 de octubre de 1908 en la Iglesia del Pueblo en Washington D. C.. En el elogio del Rev. Alexander Kent, Parsons fue recordado como un analista coherente que se esforzaba por promover el bienestar general:
"Había pocos hombres cuya habilidad estuviera tan completamente dedicada al bien público... El problema del mejoramiento humano siempre estuvo en primer lugar en su pensamiento. Trabajaba continuamente rastreando los males que sufren los hombres desde su origen, y mostrando cómo podían evitarse o al menos disminuirse en gran medida. Era un opositor constante de ese individualismo que enfrenta a los hombres unos contra otros en la lucha por la existencia, y un ferviente defensor de esa individualidad que prepara a los hombres para ser miembros útiles del cuerpo social, y así los une en mutuo compañerismo y servicio."
Los artículos de Parsons se encuentran resguardados en la Biblioteca de la Universidad de Yale en New Haven, Connecticut.
En 1911, se publica póstumamente su manuscrito Eligiendo una vocación, donde expone su llamado "enfoque de emparejamiento de talentos" y que a posterioridad demostraría ser enormemente influyente con la futura generación de educadores. Este libro de Parsons es considerado un clásico en el campo de la orientación y gracias a él se le considera como el fundador del movimiento de orientación vocacional.

## Obras
- Los mejores libros del mundo. Boston: Little, Brown and Co., 1889.
- La filosofía del mutualismo. Filadelfia: Oficina de Literatura Nacionalista, sin fecha (c. 1894).
- la Conferencia de Wanamaker; o John Wanamaker y el nacionalista. Filadelfia: Frederick A. Bisbee, nd (c. 1895).
- Dinero Racional: Una Moneda Nacional Inteligentemente Regulada en Referencia al Patrón Múltiple. Filadelfia: CF Taylor, 1898.
- La deriva de nuestro tiempo. Chicago: Charles H. Kerr & Co., diciembre de 1899.
- El monopolio del telégrafo. Filadelfia: CF Taylor, 1899.
- Legislación Directa; o, El Poder de Veto en Manos del Pueblo. Filadelfia: CF Taylor, enero de 1900.
- La Ciudad para la Gente; o, La Municipalización del Gobierno de la Ciudad y de las Concesiones Locales. Filadelfia: CF Taylor, 1900.
- La historia de Nueva Zelanda: una historia de Nueva Zelanda desde los primeros tiempos hasta el presente, con especial referencia al desarrollo político, industrial y social de la isla Commonwealth. . . Filadelfia: CF Taylor, 1904.
- Los ferrocarriles, los fideicomisos y la gente. Filadelfia: CF Taylor, 1905.
- El corazón del problema ferroviario: la historia de la discriminación ferroviaria en los Estados Unidos, los principales esfuerzos de control y los remedios propuestos con sugerencias de otros países. Boston: Little, Brown and Co., 1906.
- Eligiendo una vocación. Boston: Houghton Mifflin Co., 1909.—Publicado póstumamente.
- Doctrina Jurídica y Progreso Social. Nueva York: BW Huebsch, 1911.—Publicado póstumamente.

## Otras lecturas
- Howard V. Davis, Frank Parsons: Profeta, Innovador, Consejero. Carbondale, IL: Prensa de la Universidad del Sur de Illinois, 1969.
- Louis Filler, Los Muckrakers. Edición nueva y ampliada. Stanford, CA: Prensa de la Universidad de Stanford, 1976.
- Benjamin Orange Flower, Hombres, mujeres y movimientos progresistas de los últimos veinticinco años. Boston: Arena, 1914.
- Arthur Mann, "Frank Parsons: El profesor como cruzado", Mississippi Valley Historical Review, vol. 37, núm. 3 (diciembre de 1950), págs. 471–490. En JSTOR
- Arthur Mann, Yankee Reformers in the Urban Age: Social Reform in Boston, 1880-1900. Cambridge, MA: Prensa de la Universidad de Harvard, 1954.
- Donald G. Zytowski, "Frank Parsons y el movimiento progresista", The Career Development Quarterly, vol. 50, núm. 1 (septiembre de 2001), págs. 57–65.